# The Man Who Knew Too Little
The Man Who Knew Too Little es una película cómica de 1997, protagonizada por Bill Murray, dirigida por Jon Amiel y escrita por Robert Farrar y Howard Franklin. La película está basada en la novela de Farrar, Watch That Man, y el título es una parodia de la película de Alfred Hitchcock, The Man Who Knew Too Much (1956). Fue titulada El hombre que no sabía nada en España, y El hombre que sabía muy poco en Latinoamérica.

## Argumento
Wallace Ritchie (Murray) viaja a Inglaterra para pasar su cumpleaños con su hermano, James (Peter Gallagher). James tiene una reunión de negocios en su casa y debe encontrar algo para mantener ocupado a su hermano hasta que la cena finalice. Wallace termina participando de "Theatre of Life", un juego donde se trata al participante como un personaje dentro de una historia dramática policial. Los problemas comienzan cuando Wallace contesta una llamada telefónica dirigida a un asesino a sueldo, y es confundido por un espía real. Se mete en un lío entre asesinos rusos y políticos ingleses momentos antes de firmar un importante acuerdo de paz entre ambas naciones. Para él, todo es actuación, pero para los hombres que quieren una segunda Guerra Fría, Wallace es el enemigo público número uno.

## Reparto
- Bill Murray - Wallace Ritchie
- Peter Gallagher - James Ritchie
- Joanne Whalley - Lori
- Alfred Molina - Boris 'The Butcher' Blavasky
- Richard Wilson - Sir Roger Daggenhurst
- Geraldine James - Dr Ludmilla Kropotkin
- John Standing - Gilbert Embleton
- Anna Chancellor - Barbara Ritchie
- Nicholas Woodeson - Sergei
- Simon Chandler - Hawkins
- Cliff Parisi - Uri
- Dexter Fletcher - Otto
- Eddie Marsan - Mugger #1